# The Shine Girl
The Shine Girl er en amerikansk stumfilm fra 1916 af William Parke.

## Medvirkende
- Gladys Hulette
- Wayne Arey som Judge Clayton
- Kathryn Adams som Margaret Kenyon
- Ethelmary Oakland
- John Cook som John Kenyon